# Baron Mildmay of Flete

Wappen der Barons Mildmay of Flete

Baron Mildmay of Flete, of Totnes in the County of Devon, war ein erblicher britischer Adelstitel in der Peerage of the United Kingdom.
Der Titel wurde am 20. November 1922 für den liberalen bzw. liberal-unionistischen Politiker Francis Mildmay geschaffen, der von 1885 bis 1922 Unterhausabgeordneter für das Borough Totnes war. Familiensitz der Barons war Flete House in Holbeton, Devon.
Der Titel erlosch beim Tod seines Sohnes, des 2. Barons, am 12. Mai 1950.

## Liste der Barons Mildmay of Flete (1922)
- Francis Bingham Mildmay, 1. Baron Mildmay of Flete (1861–1947)
- Anthony Bingham Mildmay, 2. Baron Mildmay of Flete (1909–1950)